# Megasema latinigra
Megasema latinigra là một loài bướm đêm trong họ Noctuidae.